# إد دويل
إد دويل هو سياسي كندي، ولد في 30 نوفمبر 1935 في فرانكولان في كندا. حزبياً، نشط في حزب أونتاريو المحافظ التقدمي. وقد انتخب عضو برلمان مقاطعة أونتاريو.